# Val Calanca
Val Calanca (německy Calancatal) je horské údolí ve východní části Švýcarska, v kantonu Graubünden. Je bočním údolím údolí Val Mesolcina.
Údolí Val Calanca je stejně jako Val Mesolcina, Val Poschiavo, Val Bregaglia a obec Bivio v průsmyku Julierpass součástí italsky mluvící oblasti kantonu Graubünden.

## Geografie

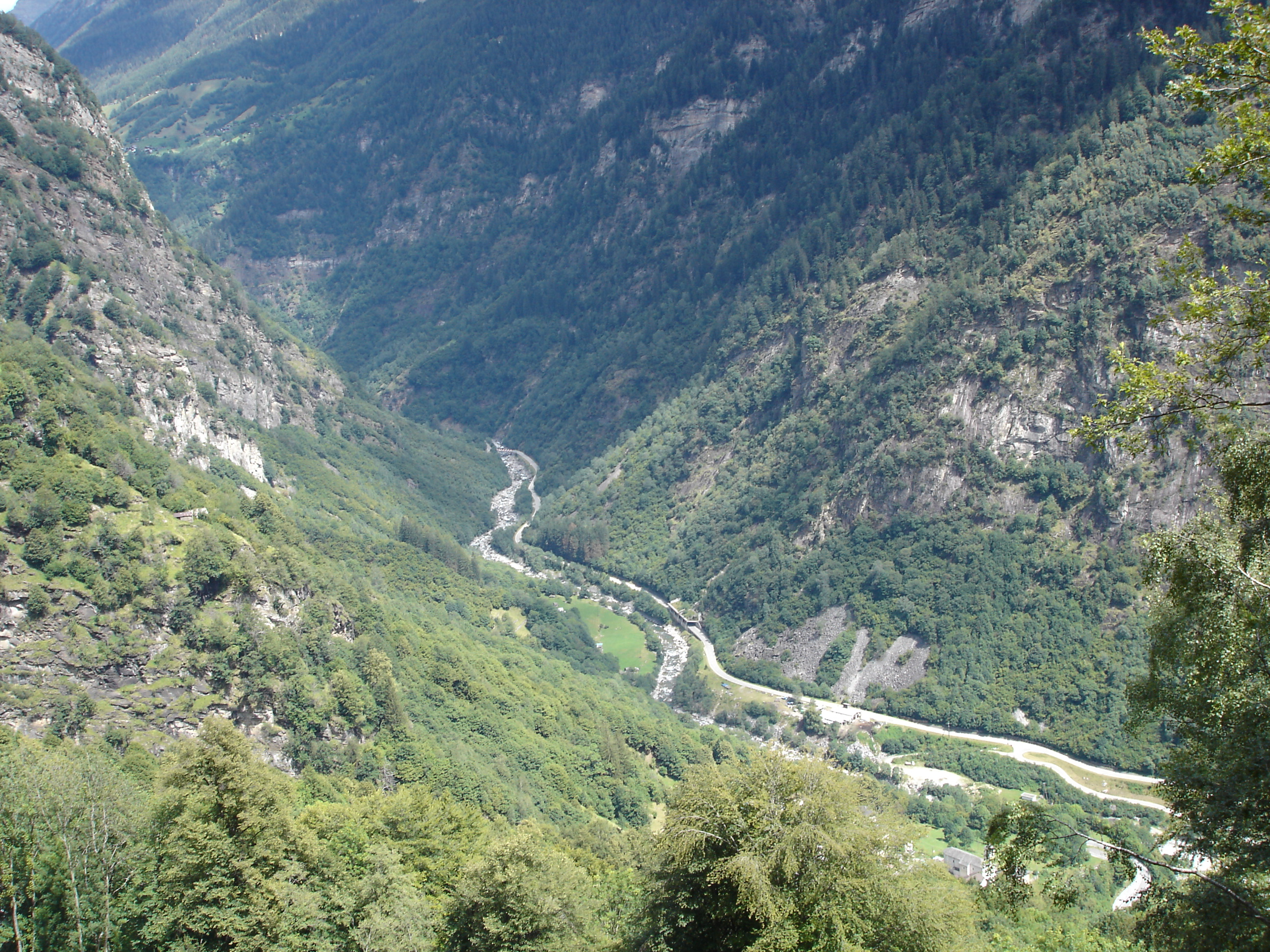
Calanca poblíž vesnice Arvigo

Údolí Calanca začíná v obci Grono (332 m n. m.) a táhne se 27 km na sever souběžně s Mesolcinou na východě a oblastí Riviera v kantonu Ticino na západě až k nejvyššímu bodu Puntone di Fracion (3202 m n. m.). Řeka Calancasca protéká dnem údolí a u Grona se vlévá do Moësy. Podnebí v dolní části je spíše mírné s typickými stromy - kaštany, dále nahoru se postupně stává vysokohorským.
K historii tohoto divokého údolí patří také opakované sesuvy půdy. Ty jsou způsobeny šikmým skalním podložím na svazích a řekou Calancasca, která eroduje části dna údolí a destabilizuje skalní masivy. V červnu 2007 se v lomu Arvigo zřítilo do údolí 400 000 metrů krychlových horniny. Asi 400 lidí v zadní části údolí zůstalo uvězněno, protože jediná silnice do údolí musela být uzavřena.

## Politika a sídla
Vesnice v údolí Calanca se sdružují do pěti politických obcí s hlavním sídlem Arvigo (v pořadí od jihu k severu):
- Castaneda
- Santa Maria in Calanca
- Calanca, vzniklá roku 2015 sloučením obcí:
  - Arvigo, vč. Landarenca
  - Braggio
  - Selma
  - Cauco vč. Bodia
- Rossa vč. Augio a Sta. Domenica

Politicky patří celé údolí do okresu Moesa v rámci kantonu Graubünden. Počet obyvatel v údolí Calanca od roku 1733 klesá. Pokusy o zastavení vylidňování vedly v posledních letech ke stabilizaci.
| Vývoj počtu obyvatel | Vývoj počtu obyvatel | Vývoj počtu obyvatel | Vývoj počtu obyvatel | Vývoj počtu obyvatel | Vývoj počtu obyvatel | Vývoj počtu obyvatel | Vývoj počtu obyvatel |
| -------------------- | -------------------- | -------------------- | -------------------- | -------------------- | -------------------- | -------------------- | -------------------- |
| Rok                  | 1733                 | 1773                 | 1850                 | 1950                 | 1990                 | 2000                 | 2010                 |
| Počet obyvatel       | 2900                 | 2246                 | 1595                 | 1287                 | 740                  | 809                  | 796                  |

## Hospodářství
Údolí Val Calanca se využívá hlavně pro chov dobytka, vysokohorské zemědělství a dřevařství, protože strmé svahy a nadmořská výška umožňují jen omezené pěstování zemědělských plodin (žita, pšenice a později brambor). Vítaný dodatečný příjem do údolí přinesli četní emigranti, kteří pracovali v sousedních zemích jako košíkáři, skláři, prodavači smoly a hajní. Největším zaměstnavatelem v údolí a jediným průmyslovým podnikem je lom Polti v Arvigu. Místní odrůda ruly je ceněná pro svou kvalitu a polovina produkce se vyváží do zahraničí. Byly zde nalezeny také vzácné minerály babingtonit a hedenbergit. Nad vesnicí Cauco se dříve těžil kámen (lavez, steatit), který se zpracovával na výrobu nádob a pomůcek. Dnes zde v létě hraje významnou roli cestovní ruch (rekreační nemovitosti).

## Doprava a turismus

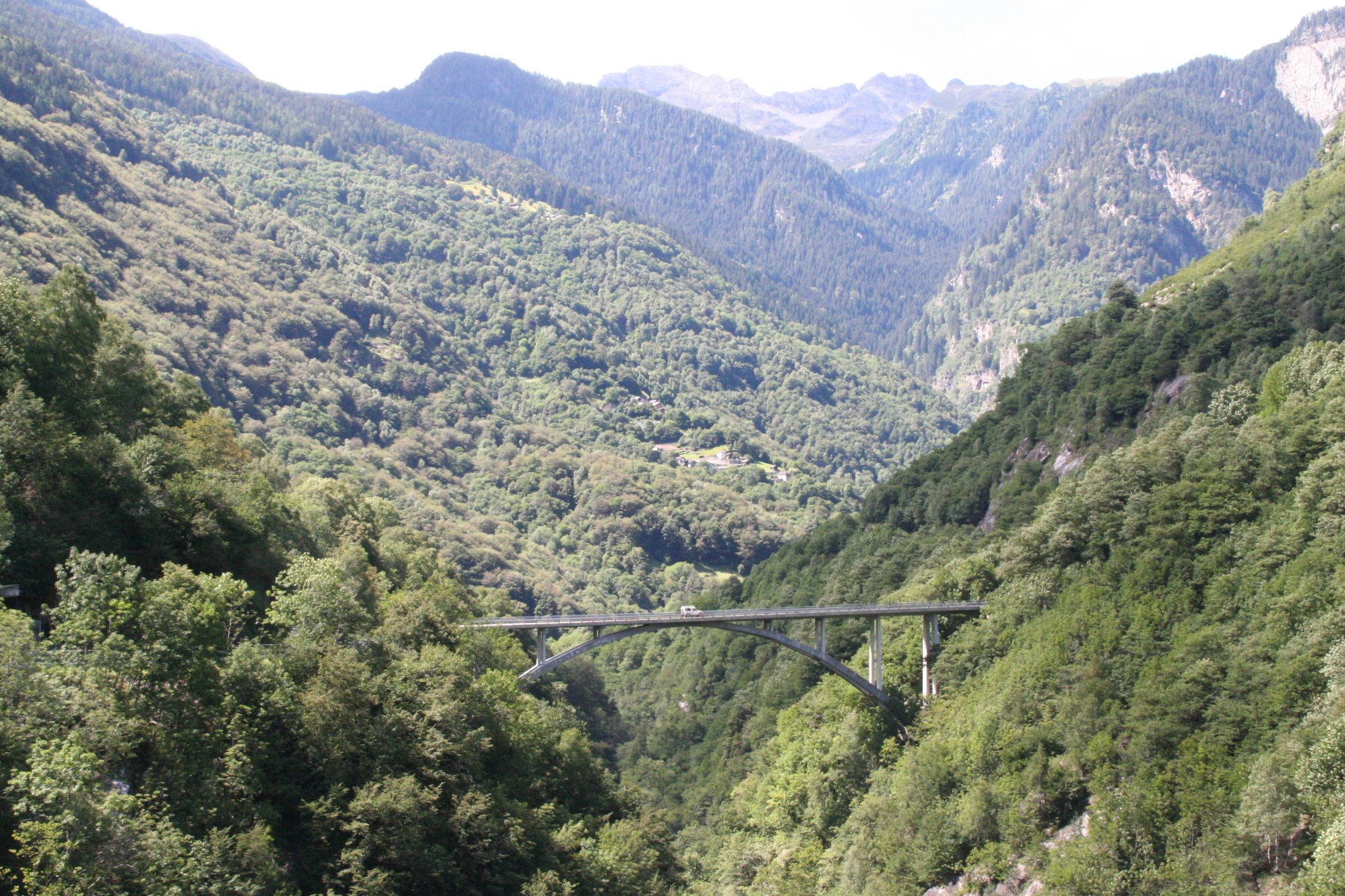
Viadukt v údolí Calanca

Do údolí Calanca se lze dostat autem pouze z jihu od obce Grono. Kantonální silnice končí v obci Rossa. Z Grona do Rossy a do Santa Maria in Calanca jezdí postbus.
Údolí Calanca je divoká, dosud velmi nedotčená krajina. Milovníci hor zde najdou četné horské a turistické stezky, z nichž nejznámější je Sentiero Alpino Calanca. Na levé straně údolí se nacházejí přechody do údolí Val Mesolcina: Pass de Omenit a Pass di Passit, Bocchetta di Trescolmen a Pass de Buffalora. Na pravé straně údolí jsou přechody do údolí Riviera a Blenio: Bocchetta di Pianca Geneura a průsmyk Giümela. Na známou horu jižního Švýcarska, Pizzo di Claro (2727 m n. m.), lze vystoupit s pomocí lanovky Selma–Landarenca nebo lanovky Pizzo di Claro Lumino – Monti-Savorù. V celém údolí se nachází několik boulderingových oblastí.
Turistické ubytování je k dispozici v kulturním hotelu La Cascata v Augiu, v hostincích a vesnických ubytovnách a také v chatě Buffalora nacházející se přímo na Sentiero Alpino Calanca.
O událostech a tématech z údolí informuje rozhlasový pořad Voci del Grigione italiano.